# 世界結晶年
世界結晶年（せかいけっしょうねん、英: International Year of Crystallography、略称IYCr2014）は、1912年のマックス・フォン・ラウエによる結晶によるX線回折現象の発見、1913年のヘンリー・ブラッグ、ローレンス・ブラッグ父子によるX線結晶構造解析にはじまる現代結晶学の誕生から100年を記念し、国際結晶学連合(International Union of Crystallography, IUCr)により制定を目指した活動が行われ、世界科学会議(International Council of Science, ICSU)の支援、国際連合教育科学文化機関(UNESCO、ユネスコ)の承認を得て、国連総会に提案され、2012年7月の国連総会で、2014年を世界結晶年とすることが決定した。そして2014年1月20日・21日にパリのユネスコ本部でOpening Ceremonyが開かれ、IYCr2014がスタートした。
　日本では、2013年9月16日に、飯島澄男を委員長とする「世界結晶年日本委員会」が設立され、2014年1月23日のオープニングシンポジウムをスタートとし、各種シンポジウム等が2014年に開催される。

## 概要
20世紀の科学・技術の画期的な発展は、物質の性質の根本的な理解と新物質の創製を基にしており、結晶学は、物質を構成する原子や分子の構造を解明することを通して、その発展を支え続けてきた。その重要性は、20世紀初頭に作られたノーベル賞における20件を超える結晶学に関わる受賞により例証されており、現代のナノテクノロジーやバイオテクノロジーの世界の主要な発展段階での重要な発見・発明に寄与している。世界結晶年においては、国際結晶学連合とユネスコのイニシアティブのもとに、全世界的に、あるいはアジア、アメリカ、ヨーロッパ各地域で、さらに各国国内で、結晶学の重要性についての人々の認識を高め、結晶学の新しい発展を世界の様々な地域に浸透させることを目的としたあらゆるレベルでの活動が企画されている。